# فرودگاه ناکسویل داونتاون آیلند
فرودگاه ناکسویل داونتاون آیلند  (به انگلیسی: Knoxville Downtown Island Airport) (به زبان بومی: Knoxville Downtown Island Home Airport) یک فرودگاه همگانی بهره‌برداری هوایی است که یک باند فرود آسفالت دارد و طول باند آن ۱۰۶۶ متر است. این فرودگاه در شهر ناکسویل کشور ایالات متحده آمریکا قرار دارد و در ارتفاع ۲۵۴ متری از سطح دریا واقع شده است.